# Pärvejaure
Pärvejaure är en sjö i Kiruna kommun i Lappland och ingår i Torneälvens huvudavrinningsområde. Sjön har en area på 0,818 kvadratkilometer och ligger 662 meter över havet.

## Delavrinningsområde
Pärvejaure ingår i det delavrinningsområde (760530-168352) som SMHI kallar för Utloppet av Pärvejaure. Medelhöjden är 665 meter över havet och ytan är 3,29 kvadratkilometer. Det finns inga avrinningsområden uppströms utan avrinningsområdet är högsta punkten. Vattendraget som avvattnar avrinningsområdet har biflödesordning 4, vilket innebär att vattnet flödar genom totalt 4 vattendrag innan det når havet efter 501 kilometer. Avrinningsområdet består mestadels av sankmarker (20 procent) och kalfjäll (53 procent). Avrinningsområdet har 0,86 kvadratkilometer vattenytor vilket ger det en sjöprocent på 26,2 procent.